# زین ترکی
زین ترکی (انگلیسی: Sella turcica) فرورفتگی ویژه‌ای است روی رویه بالایی استخوان پروانه‌ای (اسفنوئید) که غده هیپوفیز را در خود جای می‌دهد.
این فرورفتگی زینی‌شکل در کف جمجمه انسان (و سایر انسانیان) است. چلیپای بینایی (کیاسمای اپتیک) نیز در مجاورت هیپوفیز پیشین (قدامی) می‌باشد.

## نگارخانه

نمای جانبی از جمجمه (استخوان آهیانه و استخوان گیجگاهی برداشته شده‌اند). زین ترکی به رنگ قرمز تصویر شده‌است.
نمای بالایی استخوان پروانه‌ای زین ترکی به رنگ قرمز تصویر شده‌است.
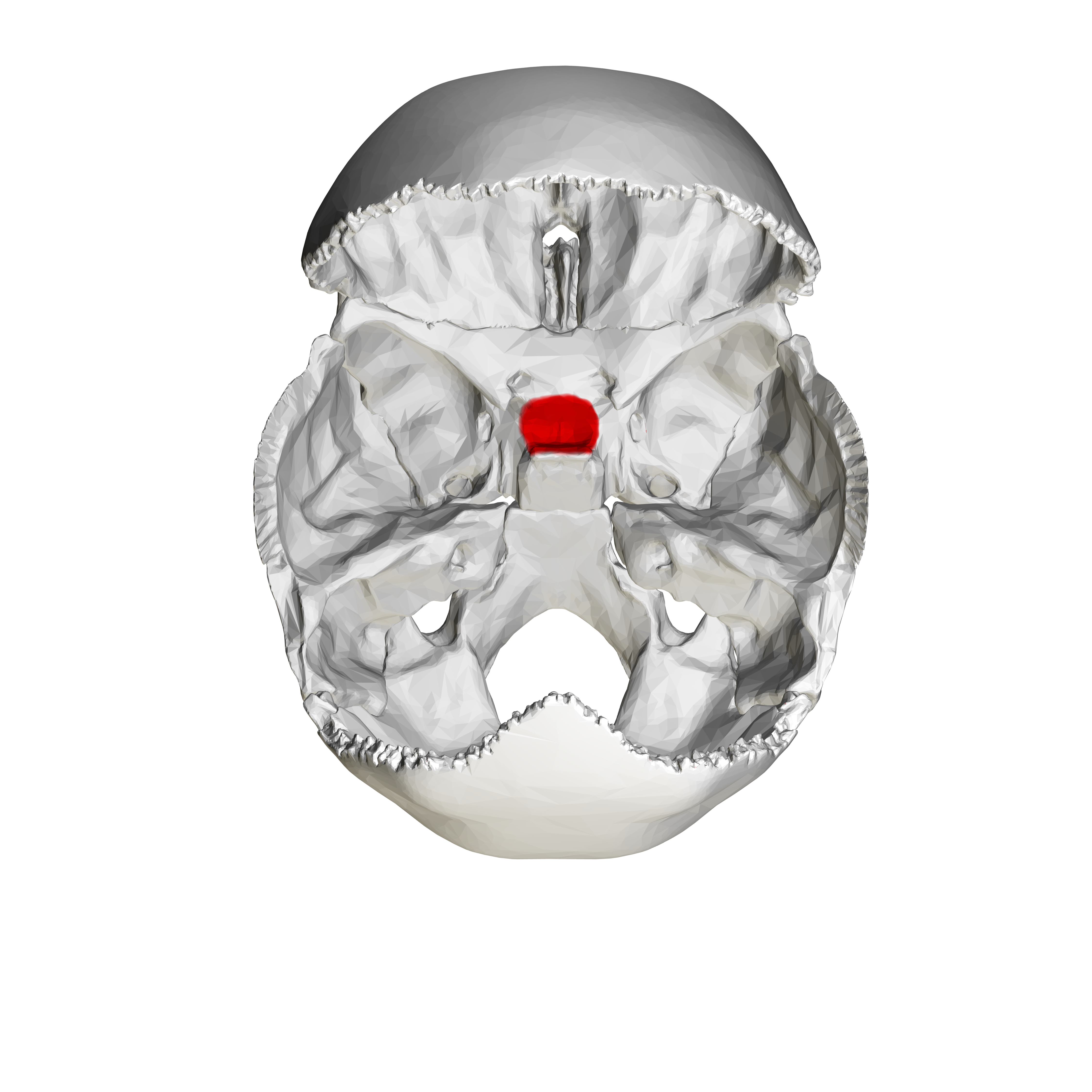
Human skull seen from top (parietal bones have been removed). Sella turcica shown in red.
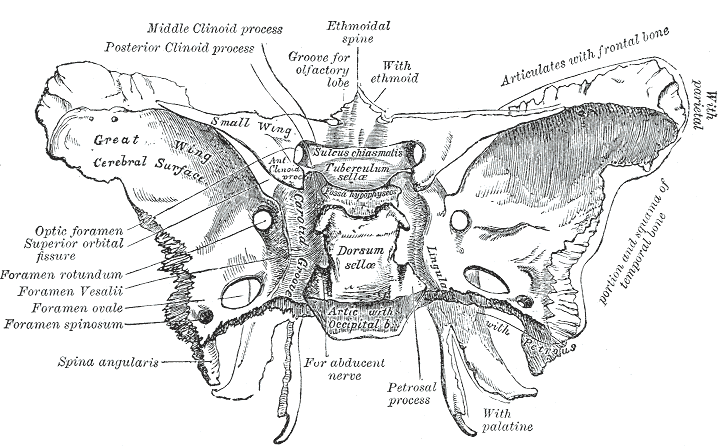
استخوان پروانه‌ای. Upper surface. (There is no label for "Sella turcica", but "Tuberculum sellae" and "Fossa hypophyseos" are visible near center.)
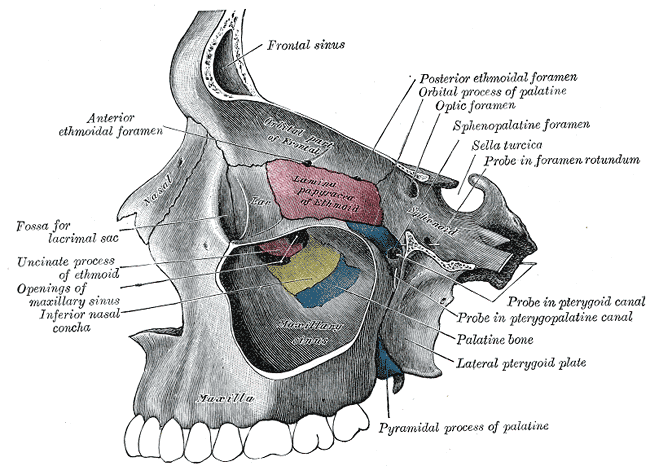
Medial wall of left orbit. (Sella turcica labeled in upper right.)
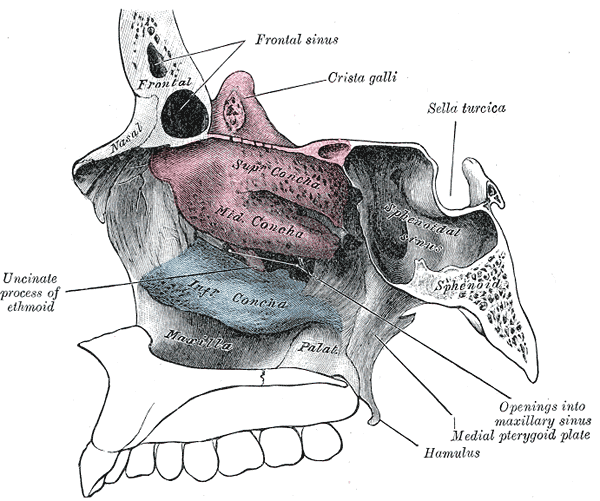
Lateral wall of nasal cavity, showing ethmoid bone in position.
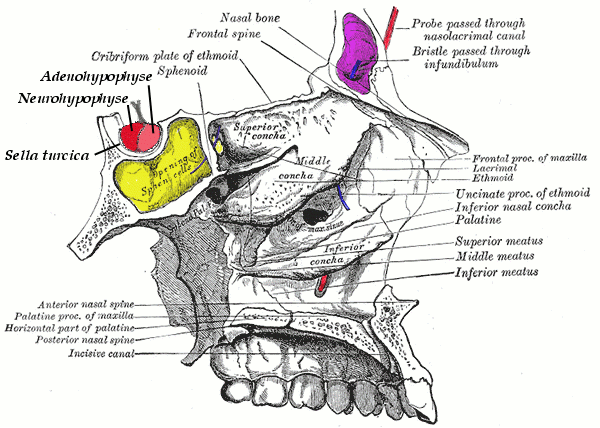
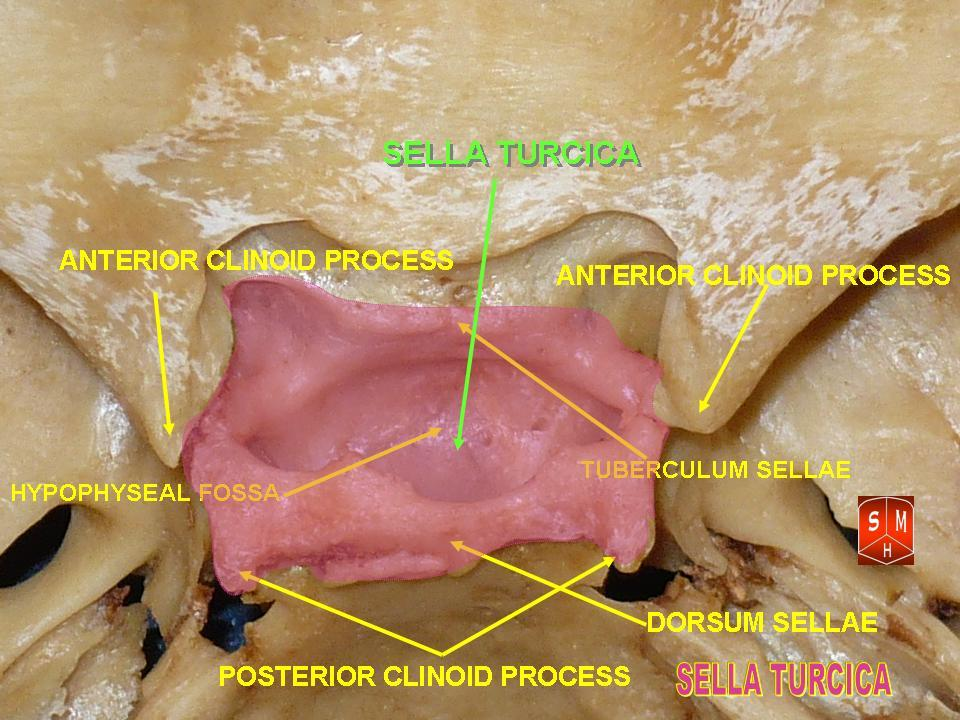
Base of skull - sella turcica
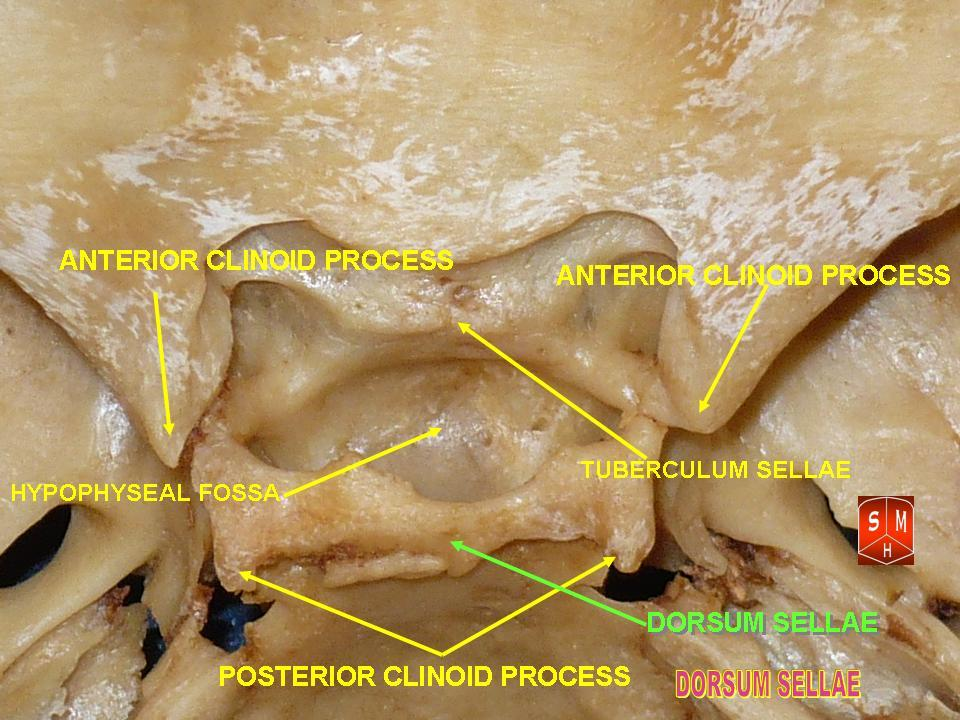
Base of skull - dorsum sellae
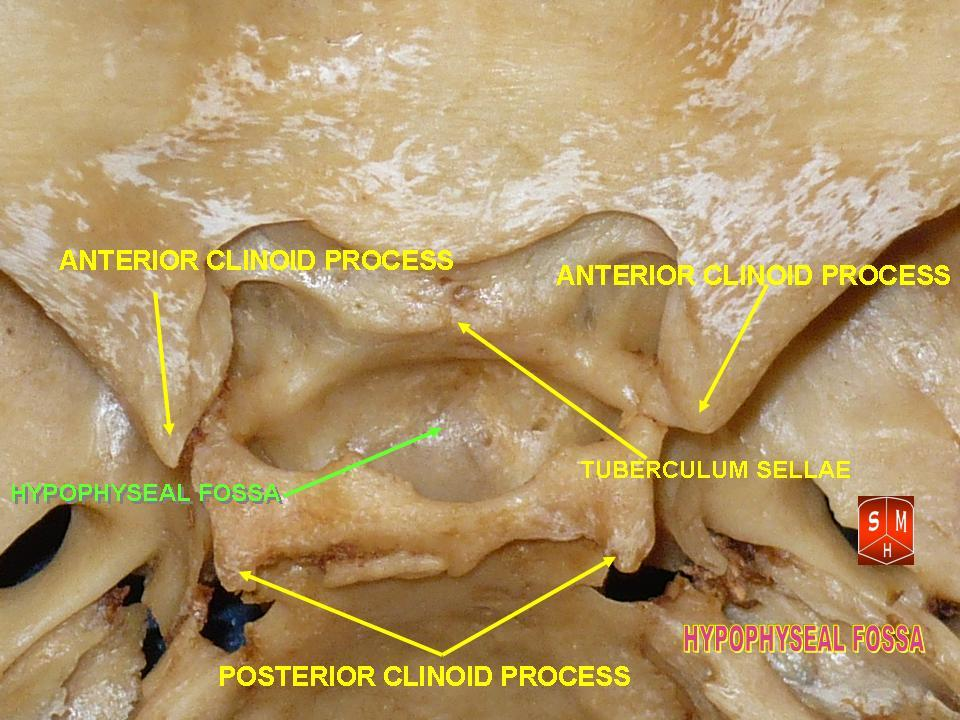
Base of skull - tuberculum sellae and hypophyseal fossa